# Walid Abbas
Pour les articles homonymes, voir Abbas.
Walid Abbas Murad Yousuf Al-Balooshi, plus communément appelé Walid Abbas ou encore Walid Abbas Al-Balooshi, né le 11 juin 1985, est un footballeur international émirati, évoluant au poste de défenseur.

## Carrière
Abbas commence sa carrière professionnelle, en 2002, à l'Al Nasr Dubaï. Il reste cinq saisons dans cette équipe avant de partir pour l'Al Shabab Dubaï où il remporte le championnat des Émirats arabes unis dès sa première saison dans cette nouvelle équipe. 
En 2011, il est sélectionné pour la Coupe d'Asie des nations 2011 par Srečko Katanec. Lors de cette compétition, il inscrit deux buts contre son camp, tous les deux dans le temps additionnel contre l'Irak et l'Iran. Abbas inscrit un autre but contre son camp lors des éliminatoires de la Coupe du monde 2014 face au Koweït. 

## Palmarès

### En club
- Champion des Émirats arabes unis en 2008 avec l'Al Shabab
- Vainqueur de la Coupe du golfe des clubs champions en 2011 avec l'Al Shabab

### En sélection nationale
- Troisième de la Coupe d'Asie 2015.